# Hubert Sonneck
Hubert Sonneck (* 1. November 1913 in Strehlitz (Schlesien); † 13. Februar 1984 in Osnabrück) war ein deutscher Offizier, zuletzt Generalleutnant der Bundeswehr.

## Leben
Sonneck besuchte das Gymnasium in Neiße. Er studierte drei Semester Medizin an der Universität Breslau. 1936 trat er in die Wehrmacht ein und erhielt später eine Generalstabsausbildung. Im Zweiten Weltkrieg war er Truppenführer und in Generalstäben tätig. Er erhielt u. a. das Eiserne Kreuz I. Klasse. 1945 kam er in US-amerikanische Kriegsgefangenschaft. Ab 1947 arbeitete er als Redakteur für Tageszeitungen in Norddeutschland.
1956 trat er in den Bundeswehr ein. Vom 1. April 1965 bis zum 7. September 1966 Kommandeur der 1. Luftlandedivision der Bundeswehr. Im Anschluss wirkte Sonneck vom 8. September 1966 bis zum 30. September 1968 als Stellvertretender Inspekteur des Heeres. Dann folgte Generalleutnant Hubert Sonneck vom 1. Oktober 1968 bis zum 31. März 1974 als Amtschef vom Heeresamt (HA) in Köln.